# Onegesio
Onegesio (fl. V secolo) è stato un politico e generale unno, il braccio destro del re unno Attila.

## Biografia
Era originario del Ponto, pur essendo un unno, così come il fratello Scotta. I due fratelli erano due unni ellenizzati e conoscevano perfettamente, oltre all'unnico, il latino e il greco. Probabilmente ebbe un ruolo nell'assassinio di Bleda assieme al fratello. Era, tra gli Unni, secondo per importanza solo ad Attila; lo storico Prisco di Panion, che visitò la capitale degli Unni nel 449, riferisce che possedeva una casa che era la seconda per dimensioni nella capitale unna e che era dotata di bagni, e che essa fu costruita da un architetto romano catturato dagli Unni a Sirmio. Al momento dell'arrivo dell'ambasceria, Onegesio era fuori dalla capitale per condurre una campagna insieme al figlio maggiore di Attila. Ritornato nella capitale, rappresentò Attila nelle negoziazioni con gli inviati.